# Carl Almenraeder
Carl Almenräder ou Carl Almenraeder est un bassoniste, compositeur et facteur allemand d'instruments de musique de la famille des bois né le 3 octobre 1786 à Ronsdorf et mort le 14 septembre 1843 à Biebrich.
La conception du basson moderne allemand, ou Fagott, doit beaucoup à Carl Almenräder.

## Biographie
Carl Almenräder naît le 3 octobre 1786 à Ronsdorf. Il est le fils d'un instituteur et apprend le basson de manière autodidacte lorsqu'on lui offre un instrument à l'âge de treize ans. En 1810, il travaille d'abord dans l'orchestre du théâtre de Cologne, puis passe en 1812 à Francfort-sur-le-Main, où il se produit également à plusieurs reprises comme soliste jusqu'en 1814. Il apprend la composition avec Aloys Schmitt et se présente en 1814 au public de Francfort comme compositeur et soliste d'un Rondo.
En 1817, Almenräder est engagé comme bassoniste dans l'orchestre du théâtre de Mayence. À partir de cette année-là, il met au point, au cours de plusieurs années de travail, un basson techniquement abouti, au jeu mobile et à la sonorité équilibrée, qui deviendra le basson allemand. En 1819, il s'installe à Cologne, où il se consacre à la fabrication de flûtes et de clarinettes dans l'atelier de son frère. En 1822, Almenräder entre à l'orchestre de la cour du duc de Nassau à Biebrich-sur-le-Rhin et est engagé par la maison d'édition musicale Schott comme conseiller pour la fabrication de leurs instruments à vent.
En 1831, il fonde avec Johann Adam Heckel (1812-1877) son propre atelier de fabrication d'instruments à vent en bois à Biebrich. Il continue à travailler pour Schott en tant que correcteur, accordeur et fournisseur de « tubes ». En 1843, Almenräder publie un ouvrage didactique complet pour son basson à 17 clés, qui offre une étendue chromatique de si0 à si4, soit quatre octaves. Après sa mort, son compagnon Johann Adam Heckel dirige le groupe d'ateliers qu'ils avaient fondé ensemble.
La conception du basson moderne allemand, ou Fagott, doit beaucoup à Carl Almenräder qui, aidé par le chercheur allemand en acoustique Gottfried Weber, a mis au point le basson à 17 clés dont la tessiture s'étendait sur trois octaves et demie.
Le basson allemand développé par Carl Almenräder et Heckel a  bouleversé l'univers de la  musique classique. La préférence de Richard Wagner pour ce modèle a eu  des répercussions en Europe, certains chefs d’orchestre obligeant les bassonistes à employer ce modèle par rapport au modèle français.
Après quelques adaptations, le basson allemand Almenräder-Heckel compte aujourd'hui 25 à 27 clés. Il s'est répandu à partir des pays germanophones et est devenu un standard international au XXe siècle.

## Développement du basson
Les améliorations apportées par Almenräder au basson ont commencé par la publication d'un Traité sur le perfectionnement du basson (bilingue français/allemand) en 1823 dans lequel il décrit les moyens d'améliorer l'intonation, la réponse et la facilité technique de jeu en augmentant et en réorganisant le clétage. Des articles ultérieurs ont développé ses idées. Son travail à l'atelier B. Schott et fils lui a donné les moyens de construire et de tester des instruments selon ces nouvelles conceptions, dont les résultats ont été publiés dans Caecilia, le journal de Schott. Almenräder a continué à publier et à construire des instruments jusqu'à sa mort, et Ludwig van Beethoven lui-même a demandé un des instruments nouvellement fabriqués après avoir entendu parler des articles.
Comme l'ont écrit Frédéric Berr et François-Joseph Fétis dans leur méthode et revue respective, les travaux d'Almenräder disponibles à Paris via le magasin parisien de la maison Schott ouvert en 1826 ont contribué à stimuler l'invention du basson français par Jean-Nicolas Savary.

## Œuvres
- Deux duos pour deux bassons, composés et dédiés à son père, conr. Almenräder, par Charles Almenräder, Op. 10; Schott, 1825
- Introduction et Variations sur le thème "Es eilen die Stunden des Lebens so schnell" für Fagott und Klavier, op. 4
- Des Hauses letzte Stunde, Ballade für Gesang und Klavier, 1833

## Publications
- Carl Almenräder: Traité sur le perfectionnement du basson/Abhandlung über die Verbesserung des Fagotts, traité bilingue en français et en allemand, Mayence : Schott, 1823[8].
- Carl Almenräder: Die Kunst des Fagottblasens, oder, Vollständige theoretisch praktische Fagottschule, méthode bilingue, Mayence : Schott, 1842/1843[9].
- (en) Karl Almenräder, « On the making of bassoon reeds », International Double Reed Journal, no 8,‎ 1980, p. 23 (lire en ligne).